# Gianni Lonzi
Gianni Lonzi, född 4 augusti 1938 i Florens, är en italiensk vattenpolospelare. Han spelade i Italiens herrlandslag i vattenpolo i tre OS. I Rom blev det guld, i Tokyo en fjärdeplats och i Mexico City ytterligare en fjärdeplats.
Lonzi var ordförande för Rari Nantes Florentia 1992–1999. Lonzi valdes in i The International Swimming Hall of Fame 2009. Han var tränare för det italienska laget som vann OS-silver i vattenpoloturneringen vid sommar-OS 1976.